# Alexandros Mavrokordatos
Alexandros Mavrokordatos (en griego: Αλέξανδρος Μαυροκορδάτος; 11 de febrero de 1791 - 18 de agosto de 1865) fue un estadista griego y parte de la familia Mavrocordatos de los fanariotas. Participó activamente en la Guerra de Independencia griega y fue varias veces primer ministro de Grecia. Miembro fanariota de la sociedad Filikí Etería y de la francmasonería, residente en Italia, llegó rápidamente a Grecia con el estallido de la insurrección griega en 1821 y desempeñó un papel importante en el establecimiento del primer estado griego del que fue el primer presidente. Retirado del poder, continuó desempeñando un papel político importante a lo largo de su vida. Era cercano a los británicos y pertenecía al movimiento liberal.

## Biografía
En 1812, Mavrokordatos acudió a la corte de su tío John George Caradja, Hospodar de Valaquia, con quien fue al exilio en el Imperio Austriaco (1818), estudiando en la Universidad de Padua. Era miembro de la sociedad secreta Filikí Etería y estuvo entre los griegos fanariotas que se apresuraron a llegar a Morea al estallar la Guerra de Independencia en 1821. Para el momento del inicio de la revolución, Mavrokordatos vivía en Pisa con el poeta Percy Bysshe Shelley y su esposa Mary Shelley, y al enterarse de la revolución, se dirigió a Marsella a comprar armas y un barco que le llevara de regreso a Grecia. Mavrokordatos era un hombre muy acaudalado y de buena educación, que hablaba siete idiomas con fluidez, y cuya experiencia gobernando Valaquia llevó a muchos a verlo como un futuro líder de Grecia. A diferencia de muchos de los líderes griegos, Mavrokordatos, que había vivido en occidente, prefería llevar ropas occidentales y tenía a occidente como modelo político para Grecia. El helenófilo estadounidense Samuel Gridley Howe describió a Mavrokordatos en los siguientes términos:
"Sus modales son perfectamente fáciles y caballerosos y si bien la primera impresión sería, por su extrema cortesía y sus continuas sonrisas, que es un tonto petimetre bonachón, pronto se ve en las miradas agudas e inquisitivas que involuntariamente se le escapan, que está ocultando, bajo una ligereza de conducta casi infantil, un estudio minucioso y preciso de su visitante... Sus amigos atribuyen cada una de sus acciones al patriotismo más desinteresado, pero sus enemigos no dudan en declarar que todas tienen como fin el interés de su partido o el particular... Aquí, como suele ser el caso, la verdad se encuentra en la mitad entre los dos extremos".
Mavrokordatos, un hombre inteligente y astuto, fue el mejor político salido de la lucha griega y dominó de manera directa o indirecta a las diversas asambleas que luchaban por establecer un gobierno para Grecia. Participó activamente en el esfuerzo por establecer un gobierno regular, y fue elegido en enero de 1822 por la Primera Asamblea Nacional en Epidauro como "presidente del ejecutivo", haciéndolo en efecto el líder de Grecia. La asamblea de Epidauro fue en gran medida un triunfo para Mavrokordatos, pues le permitió escribir la primera constitución griega y convertirse en el nuevo líder de la nación. Reflejando el hecho de que el gobierno griego tenía escaso poder, Mavrokordatos mostró más interés en defender su base de poder en Rumelia occidental (Grecia continental), yendo primero a la isla de Hidra para asegurarse el apoyo de los buques de guerra de los hidriotas y luego a Missolonghi, donde supervisó la construcción de las obras defensivas a la vez que usaba su riqueza para crear una red de patrocinio con el objeto de ganarse el apoyo de los clanes de Rumelia occidental. Mavrokordatos no jugó el papel de un líder nacional y había creado una constitución deliberadamente complicada en gran medida para garantizar que nadie más pudiera convertirse en un líder exitoso mientras estuviera lejos asegurando su base de poder en Rumelia occidental. Un analista comentó sobre las tácticas de Mavrokordatos: "Imita la astucia del erizo que, dicen, aplana sus espinas y se hace flaco para entrar a su madriguera, y una vez adentro las vuelve a esponjar y se convierte en una bola de espinas para evitar que alguien más entre".

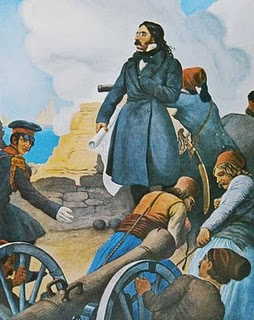
Alexandros Mavrokordatos por Peter von Hess.

Mavrokordatos comandó el avance de los griegos en el oeste de Grecia central ese mismo año, sufriendo una seria derrota en Peta el 16 de julio, pero se recuperó de este desastre en alguna medida gracias a su exitosa resistencia ante el Primer Asedio de Missolonghi (noviembre de 1822 a enero de 1823). En Peta, Mavokordatos quería una victoria de sus unidades prohelenistas y los soldados griegos a su mando fueron entrenados por el pro-helenista alemán Karl von Normann-Ehrenfels para mostrarles las ventajas de un entrenamiento militar profesional a los demás griegos. Mavorkordatos nombró a Normann-Ehrenfels, quien había sido anteriormente capitán del ejército de Württemberg, como su jefe de personal. Mavrokordatos no volvió a postularse para el cargo en la asamblea de Argos de 1823, pero, en cambio, se autonombró secretario general del ejecutivo, lo que lo hizo responsable del flujo de trámites hacia y desde el ejecutivo. En 1823, Mavokordatos apoyó al Senado en su disputa con el Ejecutivo, dominado por partidarios de su rival Theodoros Kolokotronis. En 1824, Mavrokordatos recibió a Lord Byron en Grecia y trató de convencerle de comandar un ataque contra Naupacto (Lepanto). En 1824, Mavrokordatos respaldó un complot del pro-helenista estadounidense George Jarvis y el pro-helenista escocés Thomas Fenton para asesinar a su rival Odysseas Androutsos y a su cuñado, Edward John Trelawny.
Las simpatías inglesas de Mavorokordhatos lo llevaron, en el subsiguiente conflicto entre facciones, a hacer parte de la oposición al partido "ruso" liderado por Dimitrios Ipsilantis y Kolokotronis. Aunque ocupó la cartera de asuntos exteriores durante un breve período bajo la presidencia de Petrobey (Petros Mavromichalis), se vio obligado a retirarse de los asuntos estatales hasta febrero de 1825, cuando volvió al cargo de secretario de estado. Ocurrió entonces el desembarco de Ibrahim bajá, y Mavrokordatos se unió nuevamente al ejército, estando a punto de ser capturado en la desastrosa batalla de Esfacteria, el 9 de mayo de 1825, a bordo del barco Ares.
Tras la caída de Missolonghi (22 de abril de 1826) se retiró, hasta que el presidente Ioannis Kapodistrias lo nombró como miembro del comité para la administración del material de guerra, cargo al que renunció en 1828. Tras el asesinato de Kapodistrias (ocurrido el 9 de octubre de 1831) y la posterior dimisión de su hermano y sucesor, Augustinos Kapodistrias (13 de abril de 1832), Mavrokordatos fue nombrado ministro de hacienda. Fue vicepresidente de la Asamblea Nacional de Argos (julio de 1832), y nombrado por el rey Otón como su ministro de hacienda, y en 1833 como primer ministro.
De 1834 en adelante, sirvió como enviado griego en Múnich, Berlín, Londres y, tras un breve interludio nuevamente como primer ministro de Grecia en 1841, fue nombrado como enviado a Constantinopla. En 1843, tras la insurrección del 3 de septiembre, regresó a Atenas como ministro sin cartera en el gabinete de Metaxas, y entre abril y agosto de 1844 fue jefe del Gobierno que se formó tras la caída del partido ruso. Uniéndose a la oposición, se distinguió por sus violentos ataques contra el gobierno de Kolettis. En 1854-1855 volvió a ser jefe de gobierno durante unos meses. Murió en Egina el 18 de agosto de 1865.